# 亚硫酸盐

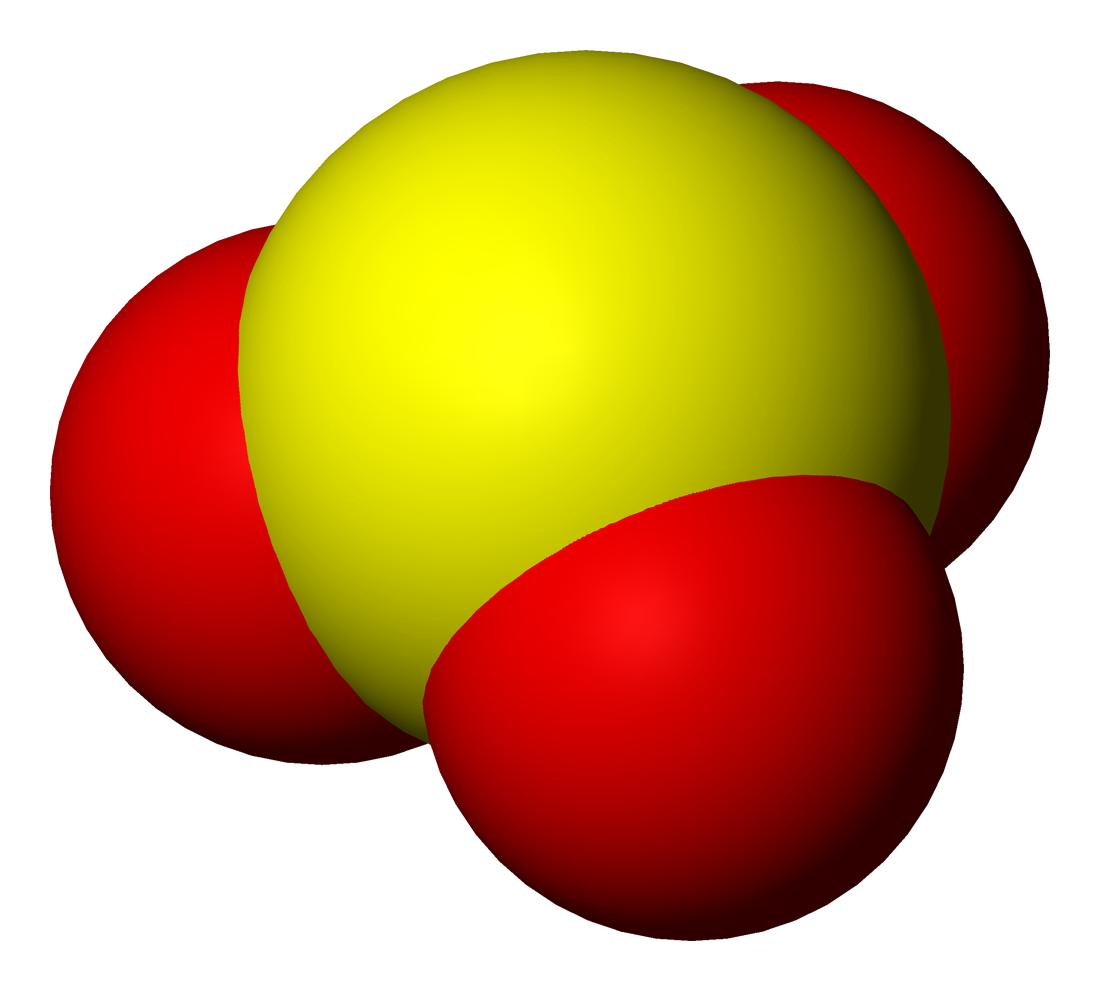
亚硫酸根离子的空间填充模型。

亚硫酸盐是亚硫酸所成的盐，含有亚硫酸根离子SO32−。有以下的共振結構：

## 檢驗
亞硫酸根離子是強還原劑，因此可以利用強氧化劑（如溴、酸化過錳酸鹽、酸化重鉻酸鹽）來檢驗。
3SO32–(aq) + Cr2O72−(aq)+ 8H+(aq)→ 3SO42–(aq) + 2Cr3+(aq) +4H2O(l)
會使溴水褪色。
亦可用稀鹽酸檢驗，將生成二氧化硫。

## 应用

### 葡萄酒
绝大多数葡萄酒中都自然存在亚硫酸盐，而且有时也在葡萄酒中加入亚硫酸盐作防腐剂，防止变质和氧化。
白葡萄酒比红葡萄酒含有更多的亚硫酸盐，所以对亚硫酸盐过敏的人群，不要轻易尝试白葡萄酒。
1987年后半年起，所有美国的葡萄酒若含有超过10ppm的亚硫酸盐，都必须特殊标明。欧盟类似的规定开始于2005年11月。

### 其他
- 啤酒和白葡萄酒一样，含有比其他酒精饮品更多的亚硫酸盐。
- 干果及干土豆食品中经常加入亚硫酸盐作为防腐剂。用亚硫酸盐处理过的虾通常不会特殊标明。
- 1984年美国食品药品监督管理局禁止了向所有生吃的新鲜水果和蔬菜中加入亚硫酸盐，原因是有人过敏。现在多换成异抗坏血酸及其盐。[3]
- 血燕事件:中央電視台揭血燕由鳥糞蒸製, 過程中普通白色燕窩經鳥糞發酵10天生成血燕及產生大量亞硫酸鹽。

## 健康
加入到食品中作为防腐剂的亚硫酸盐可以有多种形式，包括：
- 二氧化硫
- 亚硫酸氢钾或偏亚硫酸氢钾
- 亚硫酸氢钠，偏亚硫酸氢钠或亚硫酸钠

亚硫酸盐过敏是存在的，但它仍是不明确的过敏原，可能在食入后几分钟造成呼吸困难。大约1%的哮喘患者和对阿司匹林过敏的人更有可能对亚硫酸盐过敏。 过敏反应包括打喷嚏、喉咙肿胀以及麻疹，需要及时救治，且可能致命。对亚硫酸盐过敏的人应尽量避免食用用亚硫酸盐处理过的食品。